# Svartgölen (Åtvids socken, Östergötland)
Svartgölen är en sjö i Åtvidabergs kommun i Östergötland och ingår i Storåns huvudavrinningsområde.